# دره شیخان
دره شیخان، روستایی از توابع بخش زیویه شهرستان سقز در استان کردستان ایران است.

## جمعیت
این روستا در دهستان خورخوره قرار دارد و براساس سرشماری مرکز آمار ایران در سال ۱۳۸۵، جمعیت آن ۱۳۰ نفر (۲۵خانوار) بوده‌است. بعد از سال 95 خیلی از اهالی این روستا به شهرستان سقز مهاجرت کردند و در حال حاضر حدود 7 خانوار در آن روستا ساکن هستند.